# Боукод, Андре
Андре Кристофер Боукод (англ. Andre Christopher Boucaud; род. 10 октября 1984 года в Энфилде, Англия) — английский и тринидадский футболист, полузащитник. Выступал за сборную Тринидада и Тобаго.

## Карьера

### Клубная
Свою карьеру начал в системе молодёжной команды «Куинз Парк Рейнджерс». Первый профессиональный контракт он подписал с «Редингом» в 18 лет. Однако за этот клуб футболист не провел ни одной игры, выступая на правах аренды в «Питерборо Юнайтед». В дальнейшем Боукод сменил много английских команд различных низших лиг. В период 2014—2018 годов играл в составе клуба Второй футбольной лиги «Дагенем энд Редбридж».

### Международная
Несмотря на то, что Боукод родился и вырос в Англии, он принял решение выступать за сборную Тринидада и Тобаго, так как его родители были родом из этой страны. Впервые под знамёна национальной команды он был вызван в 2004 году. Во второй раз в состав «соки уорриорз» Андре Боукод был приглашен спустя 9 лет. Всего за сборную полузащитник провел 47 матчей, в которых забил 2 гола.